# Астрагал колючкуватий
Астрагал колючкуватий, астрагал колючковий, астраканта арнакантова (Astragalus arnacantha) — вид квіткових рослин родини бобових.

## Поширення
Вид зустрічається в Україні у Криму, в Росії (Краснодарський край) та на сході Болгарії.

## Опис
Чагарник з декількома розгалуженим стеблами до 1 м заввишки. З рясними відігнутими голкоподібними колючками (здеревілі осі перистого листя). Цвіте в травні-червні. Плодоносить в липні-серпні. Розмножується насінням, росте повільно.

## Екологія
Ксерофіт. Росте на відкритих кам'янистих схилах пагорбів, по передгір'ях і в нижньому гірському поясі, рідше по сухих руслах, вапнякових скелях, крейдяних схилах в приморській смузі.

## Охорона
Вид занесений до Європейського Червоного списку, Червоного списку Міжнародного союзу охорони природи, Червоної книги України зі статусом «Вразливий». Охороняється на території Карадазького природного заповідника, заказника «Байдарський», пам'яток природи «Демерджі», «Ак-Кая», «Мангуп-Кале», заповідного урочища «Мис Алчак».